# Hrvatstvo (dnevni list)
Hrvatstvo je bio katolički dnevni list. 
Prvi je broj izašao svibnja 1904. godine.
Izdavač je bila novoosnovana Hrvatska katolička tiskara. Prvi urednik mu je bio August Harambašić, ugledni pisac i pravaški političar, ali ga je uskoro zamijenio Oton Szlavik. 
Ovaj je list jedan od posljedica narodnog pokreta u Hrvatskoj iz 1903. godine. Za samo ostvarenje projekta trebalo se pripremati četiri godine. Iako je pokretanje katoličkog dnevnika bio jedan od zaključaka Prvog hrvatskog katoličkog sastanka iz 1900., nisu svi katolički krugovi bili sretni zbog njegove pojave. To se najviše odnosi na Stjepana Korenića, koji je morao dati ostavku kao urednik Katoličkog lista zbog protivljenja Hrvatstvu.
Još ranije bio je osnovan kulturno-politički klub »Immaculata«, kojemu su pripadali dr. Velimir Deželić stariji, Aleksandar Bresztyenszky, Oton Szlavik i dr. Taj klub se je povezao s biskupom Mahnićem, s dalmatinskim svećenstvom oko dr. Ante Alfirevića i s vrhbosanskim nadbiskupom dr. Josipom Stadlerom. Iz tih veza je rođena zamisao da se osnuje Hrvatsko katoličko tiskovno društvo, kojemu bi glavna zadaća bila izdavanje katoličkoga dnevnika Hrvatstvo. Dnevnik Hrvatstvo, kao i cijeli Hrvatski katolički pokret, bilo je djelo mlađega klera, pretežito pravaške ideologije.
U prvom broju Hrvatstva donosi se proglas o Hrvatskome katoličkom tiskovnom društvu, gdje se obznanjuje osnutak tog društva i iznosi njegov program. Društvu je svrha »braniti, čuvati, širiti katoličku svijest putem štampe, te tako naš katolički narod obnoviti u Isusu Kristu«. 
U uvodniku prvog broja, naslovljenom Naš program, iznosi se za što će se list zalagati: »… nastojat ćemo, da se svima silama odupremo bezvjerskom i nekršćanskom duhu, što ga sve većma neprijatelji vjere i morala šire u narod, koji je po svojoj prošlosti 'predziđe kršćanstva'. (...) Borit ćemo se za samosvojnost crkve rimokatoličke, za njezina prava i institucije proti svakome napadaju, došao on s koje mu drago strane.« Kaže se u nastavku da će se truditi »da se sve u svim granama javnoga života obnovi i preporodi u Isusu Kristu«. »Nastojat ćemo, da ustavnim putem polučimo što veće organičko proširenje hrvatskoga državnog prava. Zahtievat ćemo, da se Dalmacija kraljevini Hrvatskoj i Slavoniji što prije pripoji, kako nam je to i u nagodbi zajamčeno; a radit ćemo, da se i ostale zemlje, na koje kraljevina hrvatska imade virtualna prava, prema obećanju kraljevske krunidbene zavjernice od god. 1867. pripoje materi zemlji. U hrvatskim zemljama priznajemo samo jedan politički narod: h r v a t s k i, samo jednu državnu zastavu: hrvatsku, samo jedan službeni jezik: hrvatski. Nastojat ćemo intenzivno, da se što više podigne narodno blagostanje svih slojeva pučanstva, te da se narod na gospodarskom polju unapriedi i da procvate. U tu svrhu ćemo zahtievati, da kraljevina Hrvatska sama upravlja svojim financijama.« Također kažu da će se posebno brinuti za radnički i seljački stališ, a također se zalažu i za opće pravo glasa. Kao svoje glavne neprijatelje izdvojili su socijalizam, liberalni katolicizam, realizam, sotonizam i »nietscheanizam«, dakle »sve sijače bezvjerstva i nemorala u književnosti, dnevnim novinama i znanosti«, kako ih nazivaju. Laici i svećenici koji su stajali iza toga katoličkog dnevnika bili su uvjereni da im je misija »otvarati narodu oči«, upozoravati na sve moguće pogibli i »prokazivati narodne neprijatelje«. Vidljivo je da im je politički program bio klasični pravaški, s tim da rješenje hrvatskog pitanja vide u okviru Monarhije. U programu, koji je bio iscrpan i konkretan, bez dvojbe je zastupljena i socijalna sastavnica.
Osim izražavanja nezadovoljstva općom društvenom anticrkvenom klimom, Hrvatstvo, u uredničkom članku Da li smo potrebni, osuđuje zbog toga riječki Novi list, a potom, opet iz istih razloga, i službene vladine Narodne novine. Nastavlja se još i da Narodne novine »pišu dapače često tendenciozno i zlobno o vjerskim stvarima i otvoreno pristajaju uz slobodne zidare«. Napada se i Obzor, zbog njegova »napada na vjeru«. Navode se i neki primjeri članaka koji govore o vjeri. U jednome kasnijem broju osvrću se ne članak u Obzoru koji govori o njima. Apostrofirani su tamo kao klerikalci. Taj pojam oni uzimaju pozitivno i odbijaju svaku Obzorovu negativnu insinuaciju. 
Svećenici su u Banskoj Hrvatskoj bili podijeljeni na razne stranke i samo dio svećenika pristajao je uz Hrvatstvo. 
Skupina oko Hrvatstva je 1906. godine osnovala je Hrvatsko kršćansko-socijalnu stranku prava.